# Nhạn lưng trắng
Nhạn lưng trắng (danh pháp hai phần: Cheramoeca leucosterna) là một loài chim thuộc họ Nhạn. Nhạn lưng trắng là loài đặc hữu của Úc.